# Toui-Gare
Toui-Gare ist ein Dorf im westafrikanischen Staat Benin. Es liegt im Departement Collines und gehört verwaltungstechnisch zum Arrondissement Toui, das wiederum der Gerichtsbarkeit der Kommune Ouèssè untersteht.
Der Ort ist nach dem Bahnhof Toui benannt, der hier und an der Bahnstrecke Cotonou–Parakou liegt, die allerdings – wie das gesamte Eisenbahnnetz des Landes – seit 2019 ohne Verkehr ist.
In Toui, das in nordwestlicher Richtung liegt, besteht Zugang zur Fernstraße RNIE2.